# Iban Zubiaurre
Iban Zubiaurre Urrutia, Zubiaurre (ur. 22 stycznia 1983 w Mendaro) piłkarz hiszpański narodowości baskijskiej grający na pozycji  obrońcy. Jest wychowankiem baskijskiego klubu Real Sociedad, a obecnie ma podpisany kontrakt z innym klubem tego regionu - Athletic Bilbao. W sezonie 2010/2011 jest wypożyczony do Albacete Balompié.